# Navantia
Navantia is een Spaans defensieconglomeraat, gespecialiseerd in de scheepsbouw. Het bedrijf is een 100% dochteronderneming van het Spaanse staatsbedrijf SEPI.

## Geschiedenis
De wortels van Navantia gaan terug tot 1730, toen in Ferrol, Cartagena en San Fernando werven voor de bouw en onderhoud van schepen voor de Spaanse marine opgericht werden. Tussen 1909 en 1939 waren de belangrijkste Spaanse werven onder de naam Sociedad Española de Construcción Naval (SECN) een gezamenlijk bezit van de Britse wapenfabrikanten Vickers en John Brown & Company.
Na de Spaanse Burgeroorlog werden zowel de militaire als de civiele scheepsbouw genationaliseerd, respectievelijk onder de namen Bazán en Astilleros Españoles (AESA). Beide bedrijven werden in 2000 samengevoegd onder de naam IZAR, dit bedrijf was op dat ogenblik de een na grootste scheepsbouwer van Europa. De bouw van koopvaardijschepen was echter niet lucratief meer door de enorme concurrentie uit Azië, hetgeen resulteerde in een financiële crisis. De Spaanse staat besloot toen de militaire activiteiten onder te brengen in Navantia, en de civiele scheepsbouwactiviteiten te privatiseren dan wel te liquideren.
In december 2024 werd bekend dat het Ierse scheepsbouwer Harland & Wolff gaat overnemen. Met deze transactie blijven ongeveer 1000 banen behouden in Ierland, Schotland en Engeland. Op 27 januari 2025 werd de koop afgerond.

## Vestigingen
- Scheepswerf Ferrol (scheepsbouw en onderhoud)
- Scheepswerf San Fernando (scheepsbouw, onderhoud, alsook de bouw van vuurleidingsystemen.
- Scheepswerf Cartagena (scheepsbouw, constructie van onderzeeërs, onderhoud, en de bouw van dieselmotoren.
- Madrid (hoofdkantoor)

## Producten

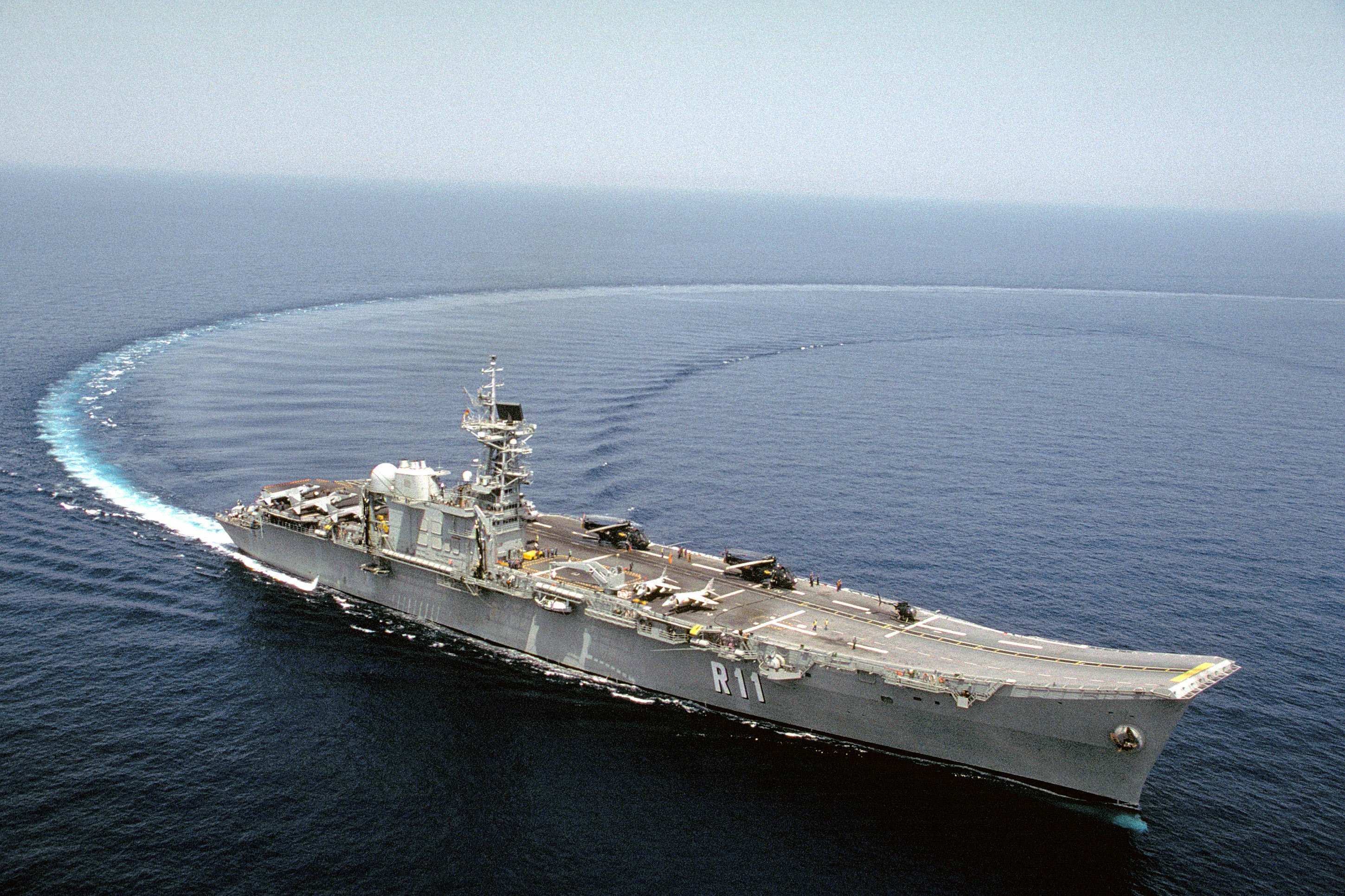
Príncipe de Asturias (R-11)

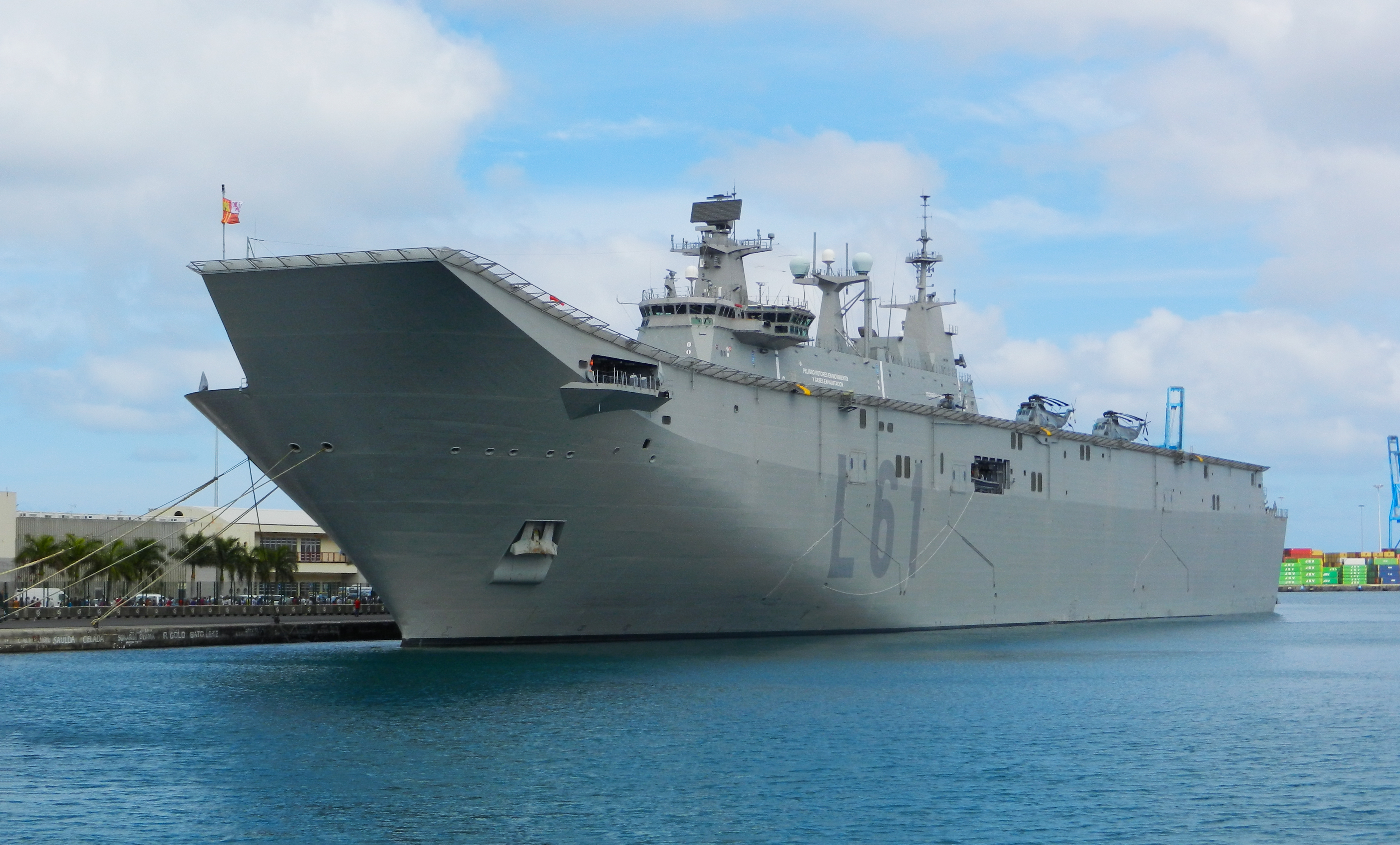
Juan Carlos I (L-61)

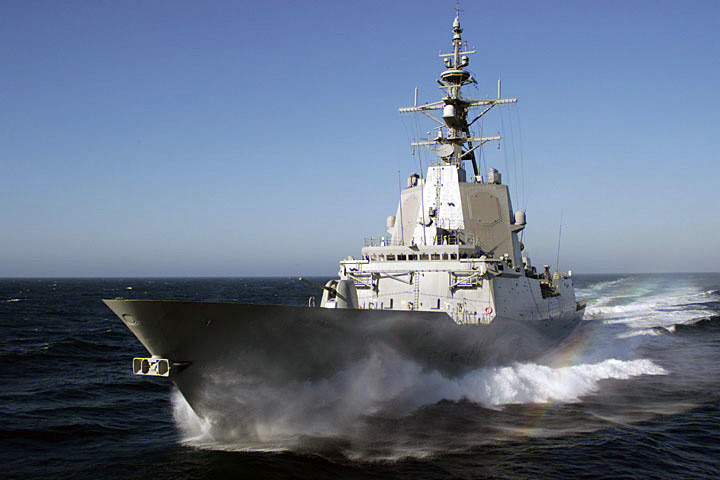
Álvaro de Bazánklasse

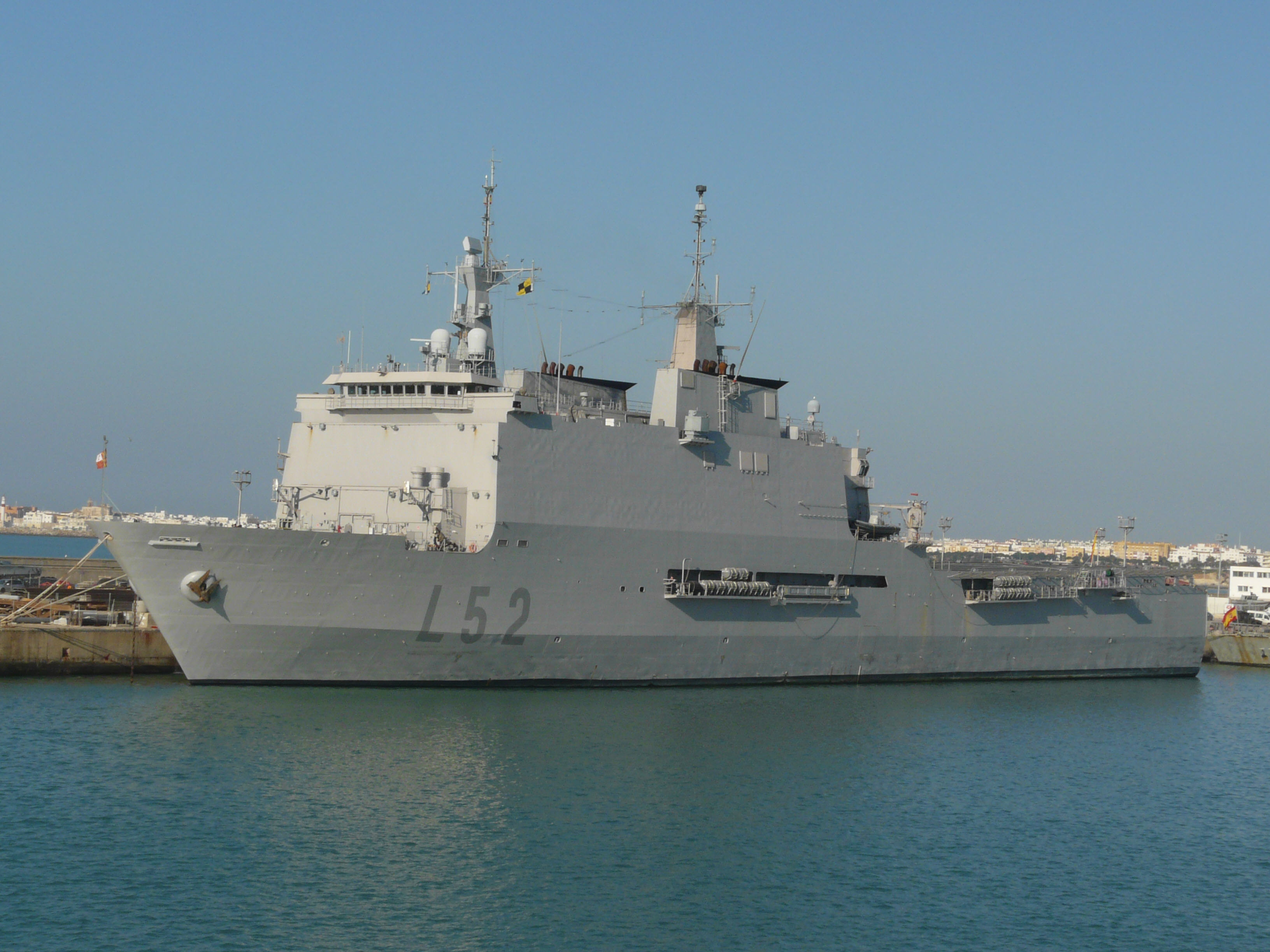
Een Amphibious Transport Dock van de Galiciaklasse

### Vliegdekschepen
- Príncipe de Asturias (R-11) (voor de Armada Española)
- HTMS Chakri Naruebet (voor de Thaise marine)

### Amfibisch aanvalsschip/vliegdekschepen
- Juan Carlos I (L-61) (voor de Armada Española)
- Canberraklasse (2012, voor de Royal Australian Navy)
- Consulting voor de TGC Anadolu (voor de Turkse marine)

### Torpedobootjagers
- Hobartklasse (2013, voor de Royal Australian Navy)

### Fregatten
- Balearesklasse (voor de Armada Española)
- Santa Maríaklasse (voor de Armada Española)
- Álvaro de Bazánklasse (voor de Armada Española)
- Fridtjof Nansenklasse (voor de Noorse marine)

### Onderzeeërs
- Scorpèneklasse (voor de Chileense marine, Maleise en Indiase marine)
- S-80-klasse (2013, voor de Armada Española)

### Amphibious Transport Dock
- Galiciaklasse (voor de Armada Española)

### Mijnenvegers
- Seguraklasse (voor de Armada Española)

### Korvetten
- Descubiertaklasse (voor de Armada Española)
- Guaiqueríklasse (2010, voor de Venezolaanse marine)
- Guaicamacutoklasse (2009, voor de Venezolaanse marine)
- Meteoroklasse (2009, voor de Armada Española)

### Bevoorradingsschepen
- Marqués de la Ensenada (A-11) (voor de Armada Española)
- Patiño (A-14) (voor de Armada Española)
- Cantabria (A-15) (voor de Armada Española)
- Hesperides (A-33) (voor de Armada Española)

### Landingsvaartuigen
- LCM-1E (voor de Armada Española en de Royal Australian Navy)

## RoPaxschepen
- voor Trasmediterránea
  - José María Entrecanales
  - Superfast Baleares